# 阿米利亞 (路易斯安那州)
阿米利亞（英語：Amelia）是位於美國路易斯安那州聖瑪麗堂區的一個普查規定居民點。

## 人口
根據2020年美國人口普查的數據，阿米利亞的面積為7.20平方千米，當中陸地面積為6.53平方千米，而水域面積為0.67平方千米。當地共有人口2132人，而人口密度為每平方千米296.11人。